# Bowden Francis
Robert Bowden Francis (Tallahassee, Florida, 22 de abril de 1996), más conocido como Bowden Francis, es un jugador profesional estadounidense de béisbol que se desempeña en la posición de lanzador en Toronto Blue Jays, equipo de las Grandes Ligas de Béisbol (MLB).

## Carrera
En 2022, Francis hizo su debut en la MLB con el equipo Toronto Blue Jays, donde lleva jugando tres temporadas.